# Joanna Sieńczyło-Chlabicz
Joanna Dorota Sieńczyło-Chlabicz (ur. 6 lutego 1965 w Białymstoku) – polska prawniczka, profesor nauk prawnych, wykładowca Uniwersytetu w Białymstoku oraz Akademii Leona Koźmińskiego w Warszawie, specjalistka w zakresie prawa własności intelektualnej, prawa cywilnego, prawa gospodarczego publicznego i prawa reklamy, sędzia Naczelnego Sądu Administracyjnego. Siostra aktorki Justyny Sieńczyłło.

## Kariera naukowa
W 1984 rozpoczęła studia prawnicze na Uniwersytecie Warszawskim – Filii w Białymstoku, które w 1989 ukończyła z wyróżnieniem. W 1996 uzyskała stopień doktora nauk prawnych za rozprawę pod tytułem „Sytuacja prawna producenta dzieła audiowizualnego według amerykańskiego prawa autorskiego”). W 2007 uzyskała stopień doktora habilitowanego w dziedzinie prawa cywilnego za rozprawę habilitacyjną: „Naruszenie prywatności osób publicznych przez prasę”. 
W latach 1995–2011 radca prawny. Od 2011 sędzia NSA. Kierownik Zakładu Prawa Własności Intelektualnej na Wydziale Prawa Uniwersytetu w Białymstoku. Opiekun naukowy Koła Naukowego Prawa Własności Intelektualnej, Mediów i Internetu UwB.

## Działalność w ciałach eksperckich
- Sędzia Izby Gospodarczej Naczelnego Sądu Administracyjnego w Warszawie
- Członek Kolegium Najwyższej Izby Kontroli (zarządzenie nr 8 Marszałka Sejmu RP z  dnia 22 października 2010) – do sierpnia 2011)[4];
- Członek Komisji Prawa Autorskiego (grudzień 2010–sierpień 2011)[5];
- Arbiter Sądu Polubownego ds. Domen Internetowych przy Polskiej Izbie Informatyki i Telekomunikacji w Warszawie (uchwała Rady Polskiej Izby Informatyki i Telekomunikacji z 13 marca 2008 – do czerwca 2011);
- Ekspert w Zespole do spraw Przeciwdziałania Naruszeniom Prawa Autorskiego i Praw Pokrewnych przy Ministrze Kultury i Dziedzictwa Narodowego (powołanie w dniu 14 marca 2012)[6].

## Nagrody i członkostwa
- Nagroda Ministra Nauki i Szkolnictwa Wyższego za najlepszą pracę habilitacyjną – V edycja konkursu na najlepszą pracę habilitacyjną, doktorską, magisterską i studencką na temat własności przemysłowej zorganizowanego przez Urząd Patentowy RP w 2007[1];
- Honorowe wyróżnienie Prezesa Urzędu Patentowego RP z okazji 90. rocznicy powołania Urzędu Patentowego za wkład w rozwój ochrony własności przemysłowej w Polsce (2008)[1];
- Członek dożywotni (tzw. life member) Clare Hall The University of Cambridge (Wielka Brytania; od 2001)[1];
- Członek American Bar Association Central and East European Law Initiative (CEELI) z siedzibą w Waszyngtonie (od 1993)[1];
- Członek Rady naukowo-programowej Zeszytów Naukowych Uniwersytetu Jagiellońskiego (od 2009)[7];
- Recenzent w ogólnopolskim periodyku prawniczym „Przegląd Ustawodawstwa Gospodarczego” (od 2011)[8];
- Recenzent „Zeszytów Prawniczych” wydawanych przez Wydział Prawa i Administracji Uniwersytetu Kardynała Stefana Wyszyńskiego w Warszawie (od 2012)[9].

## Ważniejsze publikacje naukowe
Autorka ponad 100 publikacji naukowych, w tym monografii, artykułów, rozdziałów w pracach zbiorowych, glos. Najważniejsze z nich to:
- Unieważnienie i wygaśnięcie prawa z rejestracji wzoru przemysłowego, Warszawa: wyd. C.H.Beck 2012;
- Prawo własności intelektualnej (red.), Warszawa: LexisNexis 2009;
- Europejskie prawo wzorów przemysłowych, Warszawa: Wolters Kluwer Polska 2010; Prawo mediów (red.), Warszawa: LexisNexis 2013;
- Naruszenie prywatności osób publicznych przez prasę. Analiza cywilnoprawna, Zakamycze 2006;
- Sytuacja prawna producenta dzieła audiowizualnego według amerykańskiego prawa autorskiego, Temida: Białystok 1998;
- Ochrona niezarejestrowanego wzoru wspólnotowego, Europejski Przegląd Sądowy 2008 r., nr 2;
- Granice dozwolonej krytyki działalności osób pełniących funkcje publiczne, „Państwo i Prawo” 2006, nr 7;
- Ochrona prywatności i wizerunku osób powszechnie znanych w świetle orzeczenia ETPC – von Hannover przeciwko Niemcy (w:) Prawo własności intelektualnej wczoraj, dziś i jutro, pod red. J. Barty, A. Matlaka, Prace Instytutu Prawa Własności Intelektualnej UJ, z. 100, Wolters Kluwer 2007;
- Charakter prawa do wizerunku w dobie komercjalizacji dóbr osobistych, Państwo i Prawo 2007 r., nr 6;
- Glosa do wyroku uchwały składu siedmiu sędziów z 18 II 2005, III CZP 53/04, Państwo i Prawo 2005, z. 7;
- Prawo do ochrony sfery intymności jednostki, Państwo i Prawo 2004 r., z. 11.

## Wybrane stypendia i staże zagraniczne
- styczeń 1991–lipiec 1991 – Internship Program w siedzibie ONZ w Nowym Jorku (USA)
- styczeń 1993–czerwiec 1993 – staż naukowy z zakresu prawa autorskiego i własności intelektualnej zorganizowany przez American Bar Association–Central and East European Law Initiative (CEELI) z siedzibą w Waszyngtonie (USA)
- czerwiec 2000–sierpień 2000 – stypendium w Clare Hall, The University of Cambridge (Wielka Brytania)
- sierpień 2000–październik 2000 – stypendium w St. Peter’s College, The University of Oxford (Wielka Brytania)
- czerwiec 2001–sierpień 2001 – stypendium  - Law Faculty, University in Salzburg (Austria)
- sierpień 2008–uczestnictwo z referatem w międzynarodowym sympozjum pt. „The Rule of Law: International and Comparative Perspectives w Harris Manchester College University of Oxford w ramach obrad tzw. The Oxford Round Table. Wygłoszenie referatu pt. “The influence of European Court of Human Rights Judgments on the Scope of Public Figure’ Privacy Protection in National Law”.

## Wykładowca uczelni zagranicznych w ramach programu Erasmus
- 2003: wykłady z zakresu prawa cywilnego i własności intelektualnej – Law Faculty University of Navarra in Pamplona (Hiszpania)
- 2004: wykłady z prawa cywilnego i prawa mediów – Institute of Political Studies in Rennes (Francja)
- 2007: wykłady z zakresu prawa własności intelektualnej na studiach podyplomowych Magister Lucentinus - University in Alicante (Hiszpania)
- 2008: wykłady z prawa własności intelektualnej i prawa mediów – Yeditepe University in Istanbul (Turcja);
- 2008: wykłady z prawa własności intelektualnej – University of Abertay Dundee (Szkocja);
- 2009: wykłady z prawa własności intelektualnej i prawa mediów Law Faculty University of Navarra in Pamplona (Hiszpania);
- 2009: wykłady w ramach Intensive Program pt. „General Problems of Transnational Law and its Implications for the Companies in International Trade” zorganizowanego w ramach programu współpracy uczelni wyższych Socrates-Tempus w School of Law, Deusto University w Bilbao (Hiszpania); wykłady dot. problematyki prawa do wspólnotowego wzoru zarejestrowanego i niezarejestrowanego i jego znaczenia w rozwoju przedsiębiorczości (od 15 do 20 września 2009).